# Powiat kałuski (Galicja)
Powiat kałuski – dawny powiat kraju koronnego Królestwo Galicji i Lodomerii, istniejący w latach 1867–1918.
Siedzibą c.k. starostwa był Kałusz. Powierzchnia powiatu w 1879 roku wynosiła 11,1237 mil kw. (640,06 km²), a ludność 62 212 osób. Powiat liczył 68 osad, zorganizowanych w 60 gmin katastralnych.
Na terenie powiatu działały 2 sądy powiatowe – w Kałuszu i Wojniłowie.

## Starostowie powiatu
- Jakub Kulczycki (1871–1879)
- Paweł Świtalski (1882, 1885[1], 1886[2])
- Klemens Drozdowski (1890)
- Kazimierz Waydowski (do 1912)

## Komisarze rządowi
- Henryk Zbierzchowski (1871)
- Henryk Bieniaszewski (1879–1882)
- Antoni Zawadzki (1890)